# 馬克8號原子彈

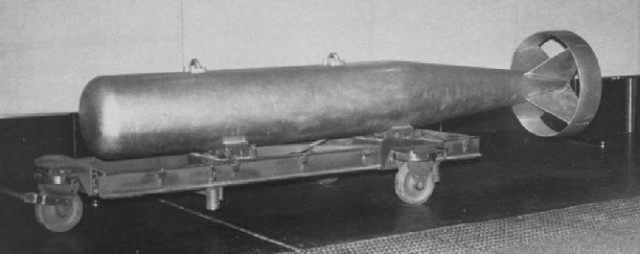
馬克8號原子彈

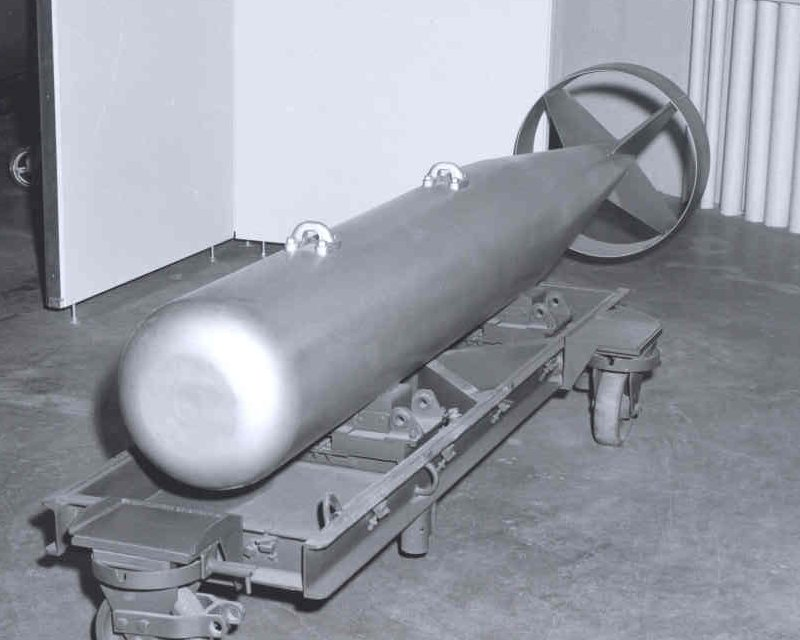
馬克8號的頭部

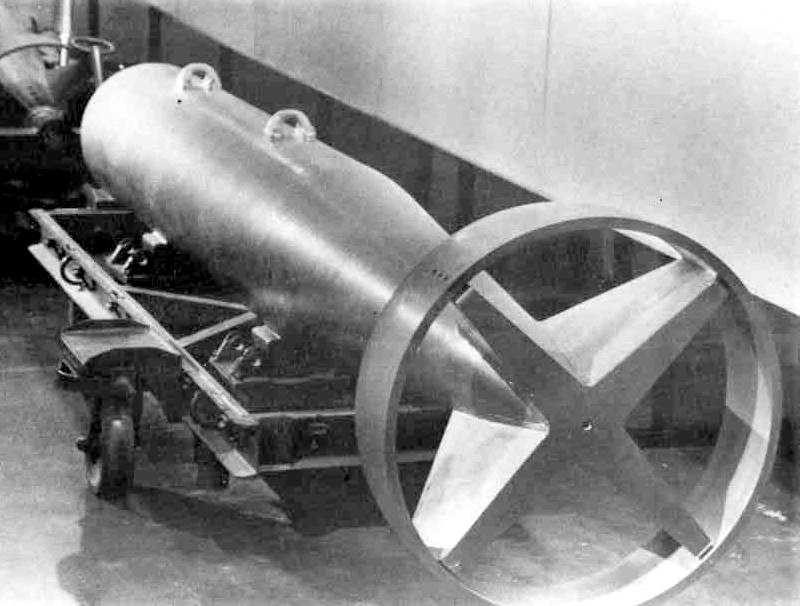
馬克8號的尾部

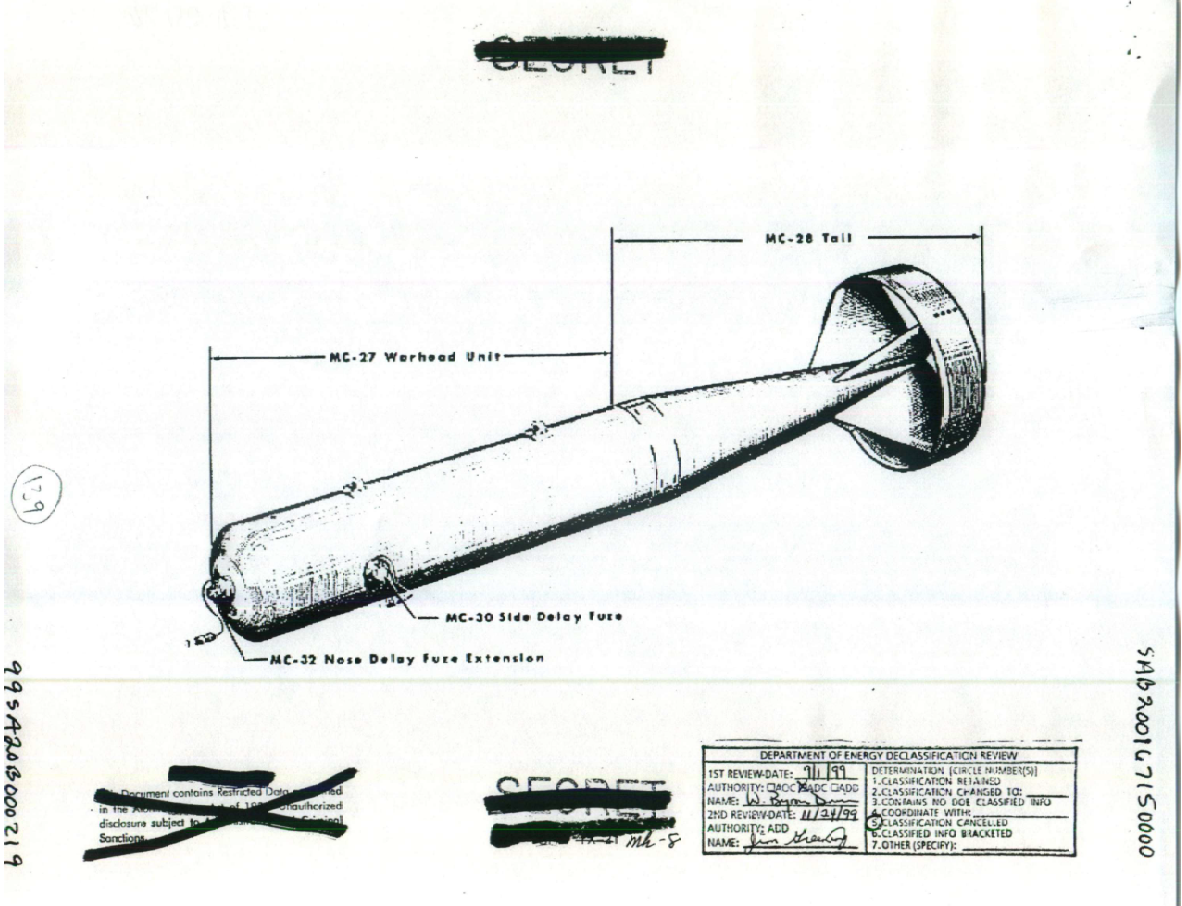
馬克8號示意圖

馬克8號原子彈是美國的其中一款核武器，在1940年代後期和1950年代初期設計，在1952年-1957年間服役。

## 資料
馬克8號是槍式核分裂武器，它使用類似中型火砲的設計，通過炸藥爆炸發射「子彈」(可裂變物質，通常是鈾-235)至「目標」(另一部分的可裂變物質)以達到臨界質量，觸發鏈式反應。
馬克8號是早期一種的透地炸彈(參見:掩體核炸彈 英語：Nuclear bunker buster)，它會鑽入地下一些距離後引爆。據一位政府消息人士稱，馬克8號可以穿透22英尺(6.7m)的鋼筋混凝土牆，90英尺(27m)的硬沙，120英尺(37m)的粘土，或5英吋(13cm)的硬化裝甲鋼板(英語: Hardened armor-plate steel)。
馬克8號的直徑為14.5英吋(37cm)，長116英吋-132英吋(290cm-340cm)，視乎其型號。它重3,230磅-3,280磅(1,470kg-1,490kg)，爆炸當量為25-30千噸。
總共生產了40枚馬克8號。
馬克8號由其改良型號馬克11號接替。

## 變種型號
輕量版的馬克8號，馬克10號，馬克10號作為一個輕量空爆(地面目標)炸彈研發。馬克10號的研發計劃在投入使用之前被取消，取而代之的是有更高裂變物質效率的內爆式設計的馬克12號。

## 外部連結
- Allbombs.html list of all US nuclear warheads at nuclearweaponarchive.org
- Coster-Mullen, John. . Waukesha, Wisconsin: J. Coster-Mullen. 2012. OCLC 298514167.